# مارمولک شاخ‌دار
مارمولک شاخ‌دار (نام علمی: Phrynosoma) نام یک سرده از تیره شاخی‌مارمولکان است. این نوع مارمولک می‌تواند از طیف وسیع و گسترده‌ای از ابزار برای جلوگیری از شکار شدن استفاده کند، ساده‌ترین ترفند مارمولک شاخ‌شاخی استتار به روش تغیر رنگ می‌باشد، در حقیقت. استتار، زمانی که این مارمولک مورد تهدید قرار می‌گیرد، به عنوان نخستین دفاعش شناخته شده است اما این تنها شیوهٔ دفاعی او نیست و چند ترفند دیگر وجود دارد که سبب استثناء بودنش می‌شود، از جمله اینکه می‌تواند بدنش را به وسیلهٔ باد کردن بزرگ، سفت و پف‌کرده جلوه دهد و همین امر سبب می‌شود تا جانور شکارگر فکر کند با یک جسم سفت و سخت که مناسب بلعیدن نیست طرف است، اما ترفند اصلی و متمایز این مارمولک پاشیدن خون از گوشهٔ چشم‌ها به شکل پاشش سرنگی است. حداقل هشت گونه از این نوع مارمولک شناسایی‌شده‌اند که توانایی انجام این سازوکار دفاعی را دارند که می‌توانند از گوشه‌های چشم خود خون را برای مسافت ۵ فوت (۱/۵ متر) پرتاب کنند. آنها این کار را با محدود کردن جریان خون در قسمت ناحیهٔ سر و سپس رهاسازی جریان همراه با پارگی رگ‌های کوچک در اطراف پلک خود انجام می‌دهند، این امر نه تنها سبب سردرگمی شکارچیان می‌شود، بلکه به دلیل اینکه خون برای سگ‌ها و گربه‌ها یک طعم بد در چرخهٔ غذایی است، معمولاً از نزدیکی به چنین طعمه و خوردنی‌هایی اجتناب می‌کنند، این شیوه هرچند دربارۀ سگ‌ها و گربه‌ها کارکرد خوبی داشته است اما به نظر می‌رسد تأثیری بر روی پرندگان شکاری ندارد، تنها سه گونه از این نوع مارمولک توانایی پاشش از فاصلهٔ نزدیک را دارند.